# Hassan Martin
Hassan Martin (Staten Island, 12 novembre 1995) è un cestista statunitense.

## Statistiche

### College
| Anno      | Squadra        | PG  | PT  | MP   | TC%  | 3P%  | TL%  | RP  | AP  | PRP | SP  | PP   |
| --------- | -------------- | --- | --- | ---- | ---- | ---- | ---- | --- | --- | --- | --- | ---- |
| 2013-2014 | R. Island Rams | 32  | 19  | 25,8 | 53,6 | 9,1  | 53,5 | 5,7 | 0,4 | 0,4 | 2,5 | 6,3  |
| 2014-2015 | R. Island Rams | 33  | 33  | 28,8 | 59,8 | 0,0  | 60,9 | 7,7 | 0,3 | 0,7 | 3,1 | 11,4 |
| 2015-2016 | R. Island Rams | 26  | 25  | 28,0 | 57,1 | 25,0 | 61,4 | 5,6 | 0,9 | 0,7 | 2,5 | 12,0 |
| 2016-2017 | R. Island Rams | 30  | 30  | 26,1 | 59,4 | 25,0 | 65,8 | 6,8 | 0,7 | 0,7 | 2,4 | 13,6 |
| Carriera  | Carriera       | 121 | 107 | 27,1 | 57,9 | 12,5 | 61,1 | 6,5 | 0,6 | 0,6 | 2,6 | 10,7 |

### Eurolega
| Anno      | Squadra      | PG | PT | MP   | TC%  | 3P% | TL%  | RP  | AP  | PRP | SP  | PP  |
| --------- | ------------ | -- | -- | ---- | ---- | --- | ---- | --- | --- | --- | --- | --- |
| 2020-2021 | Olympiakos   | 24 | 6  | 22,9 | 72,0 | -   | 71,4 | 4,6 | 0,4 | 0,8 | 0,5 | 9,0 |
| 2021-2022 | Olympiakos   | 31 | 0  | 14,1 | 64,4 | -   | 70,4 | 3,0 | 0,2 | 0,3 | 0,5 | 5,5 |
| 2022-2023 | Stella Rossa | 23 | 4  | 14,2 | 58,2 | -   | 67,7 | 3,0 | 0,4 | 0,5 | 0,4 | 4,9 |
| Carriera  | Carriera     | 78 | 10 | 16,9 | 66,0 | -   | 70,0 | 3,5 | 0,3 | 0,5 | 0,5 | 6,4 |

### Eurocup
| Anno      | Squadra   | PG | PT | MP   | TC%  | 3P% | TL%  | RP  | AP  | PRP | SP  | PP   |
| --------- | --------- | -- | -- | ---- | ---- | --- | ---- | --- | --- | --- | --- | ---- |
| 2019-2020 | Budućnost | 9  | 7  | 26,7 | 66,7 | 0,0 | 56,0 | 8,0 | 0,6 | 1,8 | 1,7 | 13,6 |
| Carriera  | Carriera  | 9  | 7  | 26,7 | 66,7 | 0,0 | 56,0 | 8,0 | 0,6 | 1,8 | 1,7 | 13,6 |

## Palmarès
- Campionato greco: 1

Olympiakos: 2021-2022
- Campionato serbo: 1

Stella Rossa: 2022-2023
- Coppa del Montenegro: 1

Budućnost: 2020
- Coppa di Grecia: 1

Olympiakos: 2021-2022
- Coppa di Serbia: 1

Stella Rossa: 2023